# هوولاند (مین)
هوولاند(به انگلیسی: Howland) شهری در ایالت مین کشور ایالات متحده آمریکا است که جمعیت آن در سرشماری سال ۲۰۱۰ میلادی، ۱٬۰۹۶ نفر بوده‌است.